# Korzenie nerwowe
Korzenie nerwowe (radix nervi spinalis), potocznie określane czasem jako „korzonki nerwowe” – wiązki włókien nerwowych odchodzących od rdzenia kręgowego jako nici korzeniowe i tworzące po połączeniu pień nerwu rdzeniowego. Na wysokości każdej przestrzeni międzykręgowej od rdzenia odchodzą cztery korzenie – dwa korzenie brzuszne i dwa korzenie grzbietowe, po jednej parze z prawej i lewej strony rdzenia. Korzeń nerwowy grzbietowy zawiera włókna nerwowe czuciowe, brzuszny – włókna ruchowe.

## Dolegliwości bólowe i patologie
Uszkodzenie korzeni nerwowych może powodować niedowłady i porażenia mięśni unerwianych przez tworzony przez nie nerw rdzeniowy lub ból i zaburzenia czucia w unerwianym obszarze. Częstą przyczyną uszkodzeń korzeni nerwowych są zmiany chorobowe w obrębie kręgosłupa, np. wypadnięcie jądra miażdżystego, gruźlica kręgosłupa, nowotwory, procesy zapalne, wiąd rdzenia. Korzeniowe zespoły bólowe, określane potocznie jako zapalenie korzonków nerwowych, mają charakter rwy kulszowej.
Jedną z częstszych dolegliwości spowodowanych uszkodzeniem korzeni nerwowych jest zespół korzeniowy, potocznie nazywany „korzonkami”.
Poza dolegliwościami bólowymi, towarzyszą mu neurologiczne objawy ubytkowe. Zazwyczaj dysfunkcja wywołana jest mechanicznym uciskiem na korzeń nerwowy lub porażeniem, może dotyczyć zarówno korzeni kończyn dolnych, jak i górnych.

### Zespoły korzeniowe kończyn górnych
Pierwszym objawem schorzenia, poprzedzającym niekiedy o kilka lat wystąpienie zespołu korzeniowego, są bóle karku oraz okolicy łopatki. Zazwyczaj ból występuje jako następstwo przeziębienia lub wychłodzenia, niekiedy wywołuje go obciążenie, zła pozycja w czasie pracy lub snu, nagły ruch głową.
Zespoły korzeniowe lokalizują się najczęściej w obrębie trzech korzeni szyjnych: C5, C6, C7.
Objawy
- przymusowe odruchowe ustawienie kręgosłupa (w skłonie i lekkim skręcie w stronę przeciwną uszkodzonemu korzeniowi)
- przykurcz mięśni przykręgosłupowych
- zmniejszenie lordozy szyjnej
- liczne bolesne punkty na brzegach łopatki
- rozległe objawy podrażnienia w strefach Heada w obrębie ramienia
- ból przy skłonie głowy w tył
- ból promieniujący do górnej części klatki piersiowej i okolicy łopatki
- dodatni objaw naciągania korzenia nerwowego w kończynach górnych (nie zawsze)

Zespół korzeniowy C5
Ból lokalizuje się po stronie promieniowej przedramienia i ramienia, aż do kciuka i palca wskazującego. Osłabieniu ulega ruch pronacji kończyny oraz czucie powierzchowne. Niekiedy obserwuje się odstawanie łopatki.
Zespół korzeniowy C6
Ból promieniuje środkiem powierzchni grzbietowej ramienia i przedramienia do trzech środkowych palców ręki. Osłabieniu ulega mięsień trójgłowy ramienia. Na bolesnym obszarze obserwuje się również osłabienie czucia powierzchownego.
Zespół korzeniowy C7
Ból oraz zaburzenia czucia powierzchownego lokalizują się po stronie łokciowej kończyny, aż do 4. i 5. palca ręki. Osłabieniu ulega uścisk dłoni i zgięcie palców, niekiedy dochodzi do zaniku drobnych mięśni dłoni.
Leczenie
Leczenie należy rozpocząć możliwie wcześnie, zanim dojdzie do wzrostu napięcia mięśni, co dodatkowo nasila ból. W pierwszej kolejności zaleca się wykonanie manipulacji i trakcji, w celu odbarczenia uciśniętych korzeni.
Bywa, że zespół korzeniowy wywołany jest przepukliną jądra miażdżystego. Wówczas dobre efekty przynosi farmako-, fizyko- i kinezyterapia. Ostatecznością jest leczenie operacyjne, gdy terapia zachowawcza nie przynosi rezultatów.

### Zespoły korzeniowe kończyn dolnych
Często dotyczą jednego tylko korzenia nerwowego. Ich przyczyną jest przepuklina krążka międzykręgowego.
Pierwszym zwiastunem korzonków jest zazwyczaj lumbago. Choroba przeważnie przebiega z okresami remisji. Od wystąpienia pierwszych objawów do rozwinięcia się pełnego zespołu korzeniowego może minąć kilka miesięcy lub kilka lat. Ból narasta stopniowo, może jednak być również nagły.
Początek dolegliwości jest gwałtowny, wywołany nagłym, energicznym ruchem, niewygodną pozycją lub też wychłodzeniem. Zimno powoduje skurcz mięśni, co prowadzi do nasilenia wcześniej ukrytych objawów.
Objawy
- boczne skrzywienie kręgosłupa
- przykurcz mięśni przykręgosłupowych
- zmniejszenie lordozy lędźwiowej
- dodatni Objaw Lasègue’a

Zespół korzeniowy L4
Występuje najrzadziej ze wszystkich zespołów korzeniowych kończyn dolnych. Ból umiejscawia się na przedniej powierzchni uda i goleni, dalej promieniuje w kierunku kostki wewnętrznej, niekiedy przyśrodkowej strony palucha. Może mu towarzyszyć osłabienie czucia powierzchownego. Poza bólem niekiedy dochodzi do zaniku mięśnia czworogłowego oraz osłabienia odruchu rzepkowego. Charakterystyczny jest również dodatni odwrócony test Lasegue’a/
Zespół korzeniowy L5
Ból promieniuje po bocznej powierzchni uda i goleni w kierunku grzbietu stopy i palców 1-3. Podobnie, jak w przypadku korzonków L4 towarzyszy mu osłabienie czucia powierzchownego i osłabienie mięśni (m. prostownik długi palucha, m. piszczelowy przedni, m. prostownik krótki palców). Często dochodzi do poważnych porażeń, błędnie interpretowanych jako porażenie nerwu strzałkowego. Charakterystyczna jest trudność w stawaniu na piętach. Wszystkie odruchy są zachowane i prawidłowe.
Zespół korzeniowy S1
Ból promieniuje po tylno-bocznej powierzchni uda i podudzia do kostki bocznej, niekiedy dalej aż do palca 4. i 5. Osłabieniu ulegają mięśnie pośladkowe, mięsień strzałkowy i trójgłowy łydki oraz odruch ze ścięgna Achillesa. Chory ma problem ze staniem na palcach.
Leczenie
Leczenie zespołów korzeniowych uzależnione jest od występujących zaburzeń oraz od stadium choroby.
W fazie ostrej, w celu odblokowania korzeni nerwowych zaleca się manipulacje, trakcje oraz poizometryczną relaksację mięśni.
W przypadkach, gdy manipulacja jest niewskazana lub niemożliwa można przeprowadzić infiltrację korzenia. W przypadku bardzo nasilonych objawów bólowych zabieg ten należy przeprowadzić jako pierwszy.
Ulgę choremu przynosi również ułożenie w pozycji odbarczającej. Pomocne jest podawanie leków przeciwbólowych i przeciwzapalnych.
W fazie ostrej i podostrej głównym celem jest przywrócenie prawidłowej ruchomości poprzez nie wywołującą bólu, indywidualnie dobraną kinezyterapię.
Ostatecznością jest leczenie operacyjne, stosowane, gdy inne metody nie przynoszą rezultatów.
Wyjątkiem jest sytuacja, gdy u pacjenta obserwuje się niedowłady – wtedy operację należy przeprowadzić możliwie szybko, ponieważ grozi to nieodwracalnym porażeniem mięśni.
Nową metodą leczenia przepukliny krążka, która jest bezpośrednią przyczyną zespołu korzeniowego, jest termonukleoplastyka, czyli zabieg polegający na wprowadzeniu do pierścienia włóknistego specjalnego cewnika z końcówką grzewczą. Rozgrzanie na kilkanaście minut końcówki do temperatury 65 °C powoduje zniszczenie wrażliwych na ból zakończeń nerwowych w obrębie pierścienia włóknistego, zmniejszenie objętości dysku oraz złagodzenie odczynu zapalnego towarzyszącego przewlekłemu drażnieniu.